# Лай'л Абнър
"Лай′л Абнър" (на английски: Li'l Abner) е американски музикален филм от 1959 година, създаден от Парамаунт Пикчърс въз основа на едноименен мюзикъл, дебютирал на Бродуей през 1956 година, който от своя страна е адаптация на едноименен комикс. Повечето от актьорите, които участват в мюзикъла, изпълняват ролите и във филма.

## Сюжет
Един обикновен ден в Догпатч, малък американски провинциален град, в който живее Абнър Йокъм (Питър Палмър), заедно със своите родители. Мама Йокъм (Били Хейс) настоява, Абнър да си взима ежедневната доза „Йокъмбери тоник“ за растеж, въпреки че той вече не е дете. Абнър е влюбен в Дейзи Мей Скраг (Лесли Париш), въпреки че не възнамерява да се жени за нея, и тя в него. Съперник на Абнър за чувствата и е най-мръсния на света подлец, МакГуун „Земетресението“ (Бърн Хофман).
Наближава големия празник „Денят на Сади Хоукинс“. На този ден девойките гонят мъжете и се омъжват за този, когото успяват да хванат. Сенатор Джак С. Фогбаунд (Тед Търстън) одобрява сватбите. С тревога, гражданите на Догпатч научават, че градът им е обявен за най-ненужното място в страната и ще се превърне в обект на изпитание на нова атомна бомба, тъй като полигона за ядрени опити в близост до Лас Вегас пречи на богатите комарджии, прахосващи парите си там.
Първоначално хората са щастливи, че ще напуснат града. Те променат мнението си, когато Мама Йокъм им разкрива някои ужасни обичаи от околния свят, към които те ще трябва да се адаптират, като редовното къпане и, най-лошото, ще трябва да работят за прехраната си. Вече искайки да останат, жителите започват да събират необходимите доказателства, че града им е важен, за да го спасят. Правителственият учен, ръководещ изпитанието на бомбата, доктор Расмусен Т. Финсдейл (Стенли Саймъндс) изцяло отхвърля предложенията им. Мама Йокъм показва вълшебния „Йокъмбери тоник“, веществото, което е направило Абнър красивия, мускулест и здрав индивид. Единственото дърво в целия свят, което ражда йокъмбери, расте в предния двор на семейство Йокъм. Чрез него Догпатч ще стане незаменим за останалия свят.
Междувременно, алчният бизнес магнат, генерал Булмуус (Хауърд Сейнт Джон), разбирайки за магичната напитка, решава да се сдобие с нея и да я продава като „Йока-Кола“ и използва хитрини, за да открадне тоника. Планът включва и любовницата на генерала, Апасионата фон Климакс (Стела Стивънс). Той подготвя схема, по която тя да се омъжи за Абнър, след което да го убие и да се превърне в собственик на тоника, за да го достави на Булмуус.
Булмуус заповядва на фон Климакс да се включи в гонитбата на „Денят на Сади Хоукинс“. С помощта на Флийгъл „Злото око“ (Ал Несор), тя успява да хване Лай′л Абнър, оставяйки Дейзи с разбито сърце. Тогава Дейзи, Мама Йокъм, Татко Йокъм (Джо Маркс) и Сам „Женихът“ (Стъби Кей), с помощта на магическата отвара на Мама, откриват какво е замислил генерала. Дейзи обещава на МакГуун да се омъжи за него, ако той им помогне да спасят Абнър. МакГуун се съгласява и организира жителите на Догпатч за спасителна мисия във Вашингтон.
МакГуун и останалите нахлуват на социално парти, на което Абнър трябва да вдигне наздравица като прелюдия към страданието, което го очаква след като го застигне клетвата отправена по негов адрес от страна на Флийгъл, според когото тя ще подейства след като обекта на проклятието изпие чашата с алкохол. Булмуус вдига тост по този повод, но е прекъснат от нахлуването на МакГуун. Флийгъл отправя клетва по адрес на „Земетресението“, но той я отбива, използвайки сребърен поднос и тя застига Булмуус, който изпада в срам.
Оказва се, че „Йокъмбери тоник“-а не е толкова безценен. Въпреки че прави мъжете здрави и мускулести, той потиска романтиката в тях и затова Абнър толкова дълго отказва да се ожени за Дейзи Мей. Завръщайки се в Догпатч, предстои сватбата на Дейзи и МакГуун. Ромео Скраг (Робърт Строс) и останалите роднини трябва да задържат на страна Сам „Женихът“. Но Дейзи има различни планове за бъдещето си. Тя запознава МакГуун с най-изпадналите членове на фамилията си, и той се отдръпва от нея.
Финсдейл нарежда сватбата да бъде прекратена и жителите да се евакуират, заради предстоящата бомбардировка. Татко Йокъм и други жители започват да събарят конната статуя на основателя на града, Корнпоул от високия пиедестал, заявявайки, че няма да напуснат града без нея. Каменната плоча рухва и от руините се показва надпис, от който става ясно, че лично Ейбрахам Линкълн е обявил Догпатч за национално съкровище, заради некомпетентността на Корнпоул като генерал на Конфедерацията. Абнър заявява, че не може да бъде бомбардирана национална светиня и Финсдейл се разкайва, нареждайки атаката да бъде прекратена. Сега Абнър и Дейзи Мей ще могат да се оженят на спокойствие.

## В ролите
- Питър Палмър като Лай′л Абнър Йокъм
- Лесли Париш като Дейзи Мей Скраг
- Стъби Кей като Сам „Женихът“
- Хауърд Сейнт Джон като генерал Булмуус
- Стела Стивънс като Апасионата фон Климакс
- Джули Нюмар като Джоунс „Глуповатата“
- Били Хейс като Мама Йокъм
- Джо Маркс като Татко Йокъм
- Бърн Хофман като МакГуун „Земетресението“
- Ал Насор като Флийгъл „Злото око“
- Робърт Строс като Ромео Скраг
- Уилям Ланто като Джоунс „Достъпния“
- Тед Търстън като сенатор Джак С. Фогбаунд
- Кармен Алварес като МакСуин „Лунния лъч“
- Алън Карни като майор Доугмийт
- Стенли Саймъндс като доктор Джак С. Фогбаунд
- Дики Лърнър като Поулкет „Самотника“
- Джо Плоски като Джо „Плешивеца“
- Джери Люис като МакРабит „Краставия“
- Дона Дъглас като хубавицата
- Лесли-Мери Колбърн като младото провинциално момиче
- Валери Харпър като съпругата на Люк
- Бет Хоуланд като съпругата на Ръф
- Брад Харис като Люк
- Гордън Мичъл като Ръф

## Номинации
- Номинация за Оскар за най-добра музика, адаптирана за мюзикъл на Нелсън Райдъл и Джоузеф Уайли от 1960 година.
- Номинация за Златен глобус за най-добър мюзикъл от 1960 година.
- Номинация за Грами за най-добър саундтрак от 1961 година.
- Номинация за Златен Лоуръл от наградите Лоуръл за най-добър мюзикъл от 1960 година.
- Номинация за наградата на „Сценаристката гилдия на Америка“ за най-добър сценарий на американски мюзикъл на Норман Панама и Мелвин Франк от 1960 година.[1]